# Небтуі
Небтуі — давньоєгипетська богиня, що уособлює родючість, дружина Хнума. Її ім'я перекладається як «володарка полів». Протегувала місту Латополісу. Функції Небтуі були близькі до функцій таких богинь, як Ісіда, Хатор, Менхіт. Згодом культ Небтуі був поступово відтіснений культом Нейт.